# Symbian (przedsiębiorstwo)
Symbian Ltd. – spółka produkująca system operacyjny Symbian przeznaczony do urządzeń typu smartphone. Została założona w czerwcu 1998, a jej siedziba znajduje się w Southwark, w Londynie.

## Symbian
Symbian Ltd. rozwija i wydaje licencje na system operacyjny Symbian wykorzystywany w zaawansowanych telefonach komórkowych 2.5G i 3G. Platformy, na których działają telefony to Series 60 i Series 80 rozwijany przez firmę Nokia, UIQ nierozwijany przez Sony Ericssona oraz MOAP od NTT DoCoMo.

## Akcjonariusze
Akcjonariusze firmy to: Ericsson, Nokia, Matsushita, Siemens, Sony Ericsson i Samsung.
Akcje założycielskie początkowo należały do firm: Psion, Nokia, Ericsson, Matsushita oraz Motorola. Motorola sprzedała swoje udziały firmom Psion i Nokia we wrześniu 2003. Udziały Psiona zostały z kolei wykupione przez firmy: Nokia, Matsushita, Siemens AG w lipcu 2004. Podczas, gdy BenQ przejmował dział telefonów komórkowych od Siemens AG, udziały Siemens AG w konsorcjum Symbian nie przeszły automatycznie do BenQ – wymagało to zgody rady nadzorczej Symbiana.
Większość z początkowej własności intelektualnej Symbiana pochodzi z ramienia firmy Psion PLC zajmującego się oprogramowaniem.

## Licencje
Obecnie licencje na wykorzystywanie systemu operacyjnego Symbian posiadają:
- Arima
- BenQ
- Fujitsu
- Lenovo
- LG
- Matsushita
- Mitsubishi
- Motorola
- Nokia
- Samsung
- Sharp
- Siemens
- Sony Ericsson.

## Ważni ludzie
Obecny prezes to Nigel Clifford.  Poprzednim prezesem był David Levin, który zwolnił swoje stanowisko w 2005.  Założyciel, Colly Myers, opuścił firmę w 2002, aby założyć IssueBits.